# Raison d'être
La expresión raison d'être (pronunciación en francés: /ʀɛzɔ̃ dɛtʀ/) es un giro idiomático proveniente del francés que significa razón de ser o razón de existir. 
Se trata del fundamento o motivo legítimo que justifica algo, explicándolo. 
Así, por ejemplo, cuando se dice de alguien que «su trabajo es su raison d'être», se da a entender que constituye el motivo y fundamento de su vida. Otro ejemplo: «Para el auténtico creador, su obra no puede sino constituir su raison d'être» (o sea, la razón fundamental de su existencia).  
Los puristas prefieren evitar el uso de este giro. No obstante, el mismo puede eventualmente figurar en textos en español, en cuyo caso se transcribe en letra cursiva.